# Kłośniki
Kłośniki [kwɔɕˈniki] (tiếng Đức: Hinterfeld) là một khu định cư ở khu hành chính của Gmina widwin, trong quận Świdwin, West Pomeranian Voivodeship, ở phía tây bắc Ba Lan. Nó nằm khoảng 10 kilômét (6 mi)  về phía tây của Świdwin và 80 km (50 mi) về phía đông bắc của thủ đô khu vực Szczecin.